# ناوسکیور
ناوسکیور (انگلیسی: NowSecure) شرکت فناوری اطلاعات آمریکایی است، که در سال ۲۰۰۹ تأسیس شد.